# Шкурупиевка
Шкурупиевка (укр. Шкурупіївка) — село,
Решетиловский поселковый совет,
Решетиловский район,
Полтавская область,
Украина.
Код КОАТУУ — 5324255109. Население по переписи 2001 года составляло 277 человек.

## Географическое положение
Село Шкурупиевка находится на правом берегу реки Ольховатая Говтва, которая через 1 км впадает в реку Говтва,
выше по течению на расстоянии в 2 км расположено село Литвиновка,
ниже по течению на расстоянии в 0,5 км расположен город Решетиловка,
на противоположном берегу — село Хоружи.
Рядом проходит автомобильная дорога М-03.